# Памятник декабристам (Екатеринбург)
Па́мятник декабри́стам — монумент в Екатеринбурге, посвящённый участникам восстания на Сенатской площади 1825 года. Скульптор В. С. Соколова, архитектор Ю. Сычёв. Открыт 14 декабря 2000 года на перекрёстке улиц Декабристов и 8 Марта.

## История
В 1983 году скульптор В. С. Соколова выиграла конкурс на создание памятника декабристам в Свердловске, через который в 1826 году везли заключённых на ссылку в Сибирь. Первоначально предполагалось установить монумент в 1985 году и приурочить к 160-летию восстания на Сенатской площади. Начавшаяся перестройка и последующий распад СССР не позволили реализовать эти планы.
В. С. Соколова несколько раз перерабатывала модели скульптур и варианты композиции. Памятник был открыт лишь 14 декабря 2000 года в честь 175-летия восстания на перекрёстке улиц Декабристов (бывший Александровский проспект, по которому везли декабристов) и 8 Марта, около входа в здание Уральского института управления.
За работу по созданию памятника В. С. Соколову наградили почётной грамотой администрации Екатеринбурга.

## Описание

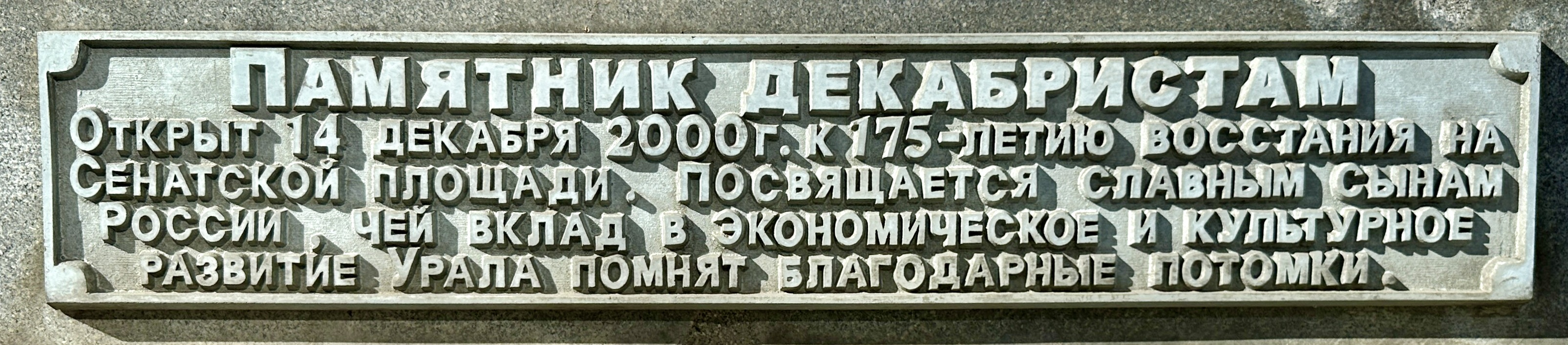
Надпись на постаменте

Монумент представляет собой три трёхметровые гранитные статуи, изображающие декабристов, заключённых в кандалы. Образы декабристов подчёркнуто статные и гордые, одновременно скромные и строгие. Надпись на постаменте гласит: «Посвящается славным сынам России, чей вклад в экономическое и культурное развитие Урала помнят благодарные потомки». Памятник удачно вписан в архитектурную среду Екатеринбурга, что выделяет его из множества других скульптурных композиций.